# Aba d'Olba
Aba fou la regent de la ciutat i el territori d'Olba (Cilícia) a mitjan segle i.

## Biografia
Segons Estrabó, era filla de Xenòfanes, antic pirata, tirà i governador d'Olba (Cilícia) en temps de Juli Cèsar.
El seu pare la va casar amb un individu d'una antiga família dels sacerdots anomenats Teucre que exercien la tirania a la ciutat i el territori dels voltants, i a través d'aquestes relacions ella en va obtenir el govern efectiu. Tanmateix, en primera instància va ser el seu pare que n'exercí el govern com a tutor, però Marc Antoni i Cleòpatra l'hi concediren la plena potestat del territori a Aba com a favor, en última instància per fer prevaler les seves súpliques i atencions, i el mantingué durant malgrat els convulsos canvis a causa de les guerres dels triumvirs i posteriorment tampoc August va afectar el govern d'Olba. Addicionalment també li fou cedit el temple d'Aspera. Segons Díez Canseco, els historiadors antics van lloar els encerts del seu govern.
Finalment fou desposseïda del seu poder, però el govern romangué en mans dels descendents de la seva família.